# Saint-Sauvant (Charente Marittima)
Saint-Sauvant è un comune francese di 532 abitanti situato nel dipartimento della Charente Marittima nella regione della Nuova Aquitania.

## Società

### Evoluzione demografica
Abitanti censiti